# Dieta de salud planetaria

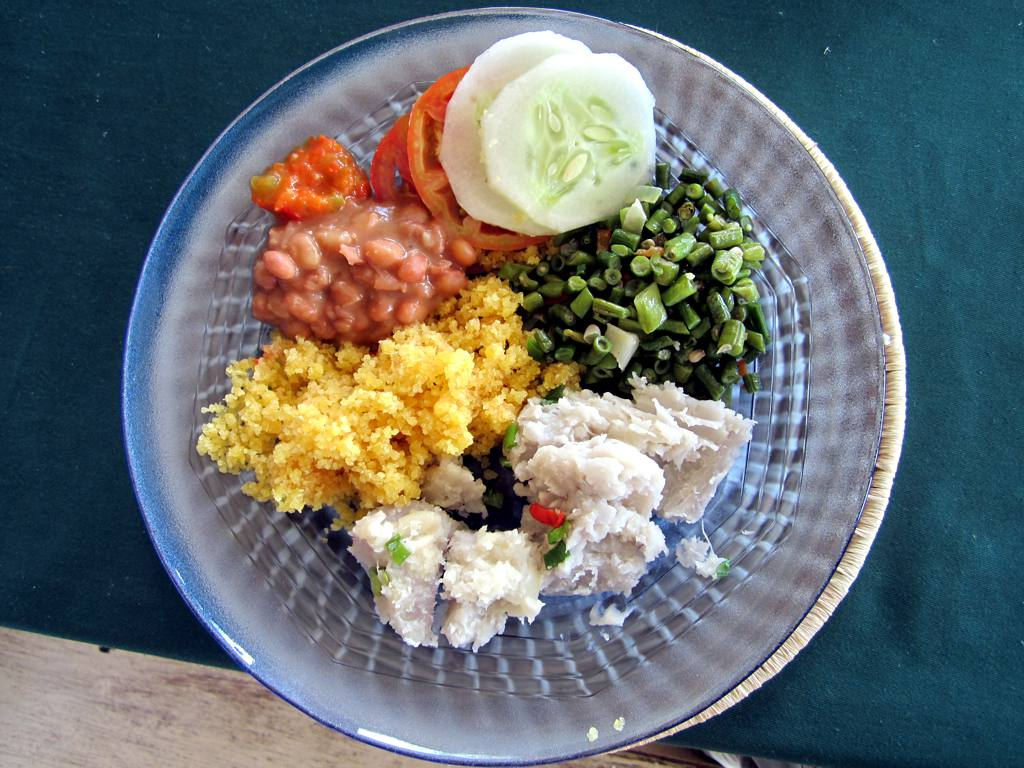
Ejemplo de un platillo conforme a la dieta planetaria recomendada por la Comisión EAT-Lancet

La dieta de salud planetaria es una dieta flexitariana creada por la Comisión EAT-Lancet como parte de un informe publicado en la revista científica The Lancet el 16 de enero de 2019. El objetivo del informe y la dieta  desarrollada es crear paradigmas dietéticos con los objetivos siguientes:
- Alimentar a la población mundial de 10 mil millones de personas en 2050
- Reducir considerablemente el número de muertes causadas por una dieta inadecuada a nivel mundial
- Ser ambientalmente sustentable para impedir el derrumbamiento del mundo natural

## Restricciones
Para lograrlo, se han propuesto severas restricciones al consumo de carne, productos lácteos y verduras con almidón, en especial carne roja. El objetivo es no sólo reducir el impacto de la carne e industrias lácteas en el medio ambiente, sino también, en teoría, disminuir la ingesta de azúcares y grasa saturada provenientes de estos alimentos. Actualmente el  consumo de carne y y productos lácteos suele superar las recomendaciones nutricionales.
| Alimento             | Cantidad máxima   | Ejemplo                                                                                         | Comparación                                                                                            |
| -------------------- | ----------------- | ----------------------------------------------------------------------------------------------- | --- |
| Carne roja           | 14 gramos al día  | Una tira de tocino cada dos días o una hamburguesa mediana a la semana                          | Equivalente al consumo per cápita promedio de carne roja en África y doble del promedio en Asia        |
| Pollo                | 29 gramos al día  | Un muslo de pollo deshuesado y sin piel cada dos días o una rebanada de fiambre de pollo al día | |
| Huevos               | 13 gramos al      | Un huevo cada dos días (p. ej., escalfado , en panqueques, etc.)                                | Equivalente a la mitad del consumo de huevo en Japón y China o seis veces el consumo de huevo en India |
| Productos lácteo     | 250 gramos al día | Una taza de leche por día                                                                       | |
| Verduras con almidón | 50 gramos al día  | Dos patatas medianas o dos porciones de yuca a la semana                                        | |
| Azúcar               | 31 gramos al día  | Dos cucharadas de miel al día                                                                   | |

También hay restricciones a la ingesta de frutas, verduras, legumbres, cereales y aceite. Esto se debe a que la dieta se basa en una ingesta total de 2.500 calorías al día es decir, para evitar una alimentación excesiva. Sin embargo, el objetivo principal es reducir considerablemente el consumo de carne, huevo, productos lácteos y las verduras con almidón. La Comisión EAT-Lancet describe la dieta de la salud planetaria como una "dieta flexitariana, basada sobre todo en las plantas, pero que puede incluir opcionalmente cantidades moderadas de pescado, carne y productos lácteos".

## Respuesta
El periódico británico The Guardian y la cadena de noticias estadounidense CNN han dado una cobertura positiva a la dieta. En Polonia, el sitio de aplicación de listas de la compra Listonic dice, “es un ganar-ganar tanto para la salud como el medio ambiente”.
Harry Harris, escribiendo para New Statesman, se mostró cauteloso ante las afirmaciones de que la dieta podría transformar el sistema alimentario mundial, mencionó  "parece absurdo seguir haciendo recaer la responsabilidad del cambio climático en el comportamiento de los individuos, cuando sabemos que 100 empresas son responsables del 71% de las emisiones mundiales."
La Organización Mundial de la Salud retiró su patrocinio del evento EAT-Lancet tras las críticas de Gian Lorenzo Cornado, representante de Italia ante las organizaciones internacionales de Ginebra. Cornado afirmó que la adopción de un único enfoque dietético para todo el planeta destruiría las dietas tradicionales y el patrimonio cultural, y que la reducción del consumo de carne y dulces provocaría la pérdida de millones de puestos de trabajo
En 2019, Francisco J. Zagmutt y colegas cuestionaron la validez de los métodos utilizados para calcular el impacto de la dieta de salud planetaria en la salud. Walter Willett respondió a esta crítica mencionando que los tres métodos utilizados para estimar el número de muertes prevenibles en la población adulta se publicaron de forma detallada e independientemente a la comisión EAT-Lancet.

## Costo
El costo de esta dieta es menor en comparación al que algunas personas gastan actualmente, y mayor al de qué otras personas podrían costear.
En 2020, Adegbola T. Adesogan y colegas desafiaron las recomendaciones propuestas por la comisión EAT-Lancet,  mencionando que la dieta de salud planetaria no beneficia a mujeres y niños en situaciones vulnerables que podrían de otra manera beneficiarse al incrementar el consumo de productos de origen animal.
Investigadores del Instituto Internacional de Investigación sobre Políticas Alimentarias (IFPRI)  y la Universidad Tufts calcularon que cerca 1.6 miles de millones personas, sobre todo habitantes de África subsahariana y Asia del Sur, no tienen los recursos económicos suficientes para costar la dieta de referencia propuesta por la comisión EAT-Lancet.
Un estudio del 2020 concluyó que la dieta de salud planetaria es más asequible en comparación a la dieta típica australiana.

## Comparación con otros patrones dietéticos
Un estudio comparativo de 2020 concluyó que hay similitudes entre la dieta planetaria y las Pautas Alimentarias para los estadounidenses de 2015-2020. Las diferencias entre ambos patrones dietéticos recaen en las cantidades recomendadas de fruta, frutos secos, carne roja, semillas, verduras con almidón y cereales integrales.
En México, un estudio publicado en 2021 concluyó que el mexicano promedio consume una mayor cantidad de productos de origen animal, cereales, y azúcares y una menor cantidad de frutas, verduras, pescado y verduras con almidón en comparación a las pautas propuestas en la dieta de salud planetaria. De forma similar, un estudio de 2020 en el que se comparó la dieta de salud planetaria con la dieta promedio en India descubrió que esta última se considera poco saludable debido al consumo excesivo de cereales y alimentos procesados e ingesta insuficiente de proteínas, frutas y verduras.